# Любомировка (Павлодарская область)
Любомировка (каз. Любомировка) — исчезнувшее село в Иртышском районе Павлодарской области Казахстана.

## Географическое положение
Располагалось в 72 км к юго-западу от села Иртышск, на западном берегу оз. Любомирское.

## Население
По переписи 1926 г. в селе проживал 171 человек. Село населяли немцы, исповедовавшие лютеранство.

## История
Село Любомировка основано в 1912 году немцами-переселенцами из Таврической и Екатеринославской губерний.